# Camargo (Rio Grande do Sul)
Camargo é um município brasileiro do estado do Rio Grande do Sul. Conta com uma população estimada de 2.750 pessoas (IBGE/2021).

## Histórico
Quando os primeiros imigrantes de origem italiana, vindos da região de Antônio Prado, chegaram nas proximidades de Marau, toda planície cercada de pequenas elevações que margeava um rio, era habitada por algumas famílias de descendentes de caboclos bandeirantes e tropeiros paulistas. Esse rio chamava-se Camargo, daí o nome do novo município.
Em 1905, quando as famílias italianas se estabeleceram em Camargo, trouxeram consigo os hábitos e costumes de seus ancestrais da longínqua Itália.  Os primeiros habitantes da região foram: Antônio Fioravanço, Francisco Bonessoni, José Miri e João Bathista Smanioto. Em seguida construíram a primeira igreja, a qual foi visitada pela primeira vez pelo Padre Valentim Rumpel, vindo de Passo Fundo.
Em 1910 chegou a Camargo o Sr. Remo Strona, que era agrimensor e possuía algum conhecimento de técnicas urbanas, e passou então a elaborar um esboço do que é hoje a cidade de Camargo, locando ruas e destinando os locais que são hoje a praça, a igreja e a escola.
Já em 1911 foi instalado o Cartório de Registro Civil, tendo como seu primeiro escrivão o Sr. Teodoro Manuel dos Santos. Em 1940 foi criada a Paróquia Santo Antônio, conforme decreto episcopal de Dom Antônio Reis, Bispo de Santa Maria. Em 1967, foi definitivamente instalado o Ginásio Comercial Gabriela Mistral, que originou a atual Escola Estadual de 1º Grau Pandiá Calógeras.
Pelo Decreto Estadual nº 7.199, de 31 de março de 1938, o distrito de Coronel Ferreira passou a denominar-se Camargo.
Pela Lei Estadual nº 3.723, de 17 de fevereiro de 1959, o distrito de Camargo deixa de pertencer ao município de Soledade para ser anexado ao município de Marau.
Camargo fez seu plebiscito em 10 de abril de 1988, onde 1491 eleitores votaram, estando oficialmente inscritos 2000 eleitores. No pleito realizado, 1405 votaram favoravelmente à emancipação. Elevado à categoria de município com a denominação de Camargo, pela Lei Estadual nº 8.620, de 12 de maio de 1988.

## Geografia
Camargo pertence à Mesorregião do Noroeste Rio-Grandense e à Microrregião de Passo Fundo.